# Larry Sanger
Larry Sanger, właśc. Lawrence Mark Sanger, (ur. 16 lipca 1968 w Bellevue) – amerykański filozof, który wspólnie z Jimmym Walesem jest uznawany za założyciela Wikipedii. Był również redaktorem naczelnym Nupedii. Jako etatowy redaktor angielskiej Wikipedii w początkowej fazie jej rozwoju miał znaczący wpływ na jej kształt. Po odejściu z Wikipedii założył Citizendium – odrębny projekt encyklopedii tworzonej online przez wolontariuszy.

## Życiorys
Wychowywał się w Anchorage na Alasce. Doktor filozofii, wykładowca epistemologii, etyki i współczesnej filozofii na Ohio State University.
W kwietniu 2010 przesłał do FBI donos na Wikimedia Foundation, że toleruje ona w Wikimedia Commons obrazy przedstawiające „wizualne prezentacje aktów wykorzystywania dzieci”.